# Agrionympha capensis
Espèce
Agrionympha capensis est une espèce de papillons de nuit de la famille des Micropterigidae présente en Afrique du Sud.

## Répartition
Agrionympha capensis est endémique d'Afrique du Sud, où elle est présente dans les districts du Cap-Occidental et du Cap-Oriental. Aucune sous-espèce n'est répertoriée.

## Description
La longueur des ailes antérieures est de 2,6 à 3 mm pour les mâles et de 2,9 à 3,4 mm pour les femelles.
Des adultes ont été trouvés sur la végétation basse des maquis (ou fynbos) dans la région du Cap.

## Systématique
Le nom valide complet (avec auteur) de ce taxon est Agrionympha capensis Whalley (d), 1978.